# پرت اند ویتنی اف۱۳۵
پرت اند ویتنی اف۱۳۵ (انگلیسی: Pratt & Whitney F135) یک موتور توربوفن از نوع پس‌سوز می باشد که توسط شرکت پرت اند ویتنی ایالات متحده آمریکا تولید شده است.کاربرد اصلی این موتور در هواپیمای جنگنده چندمنظوره لاکهید مارتین اف-۳۵ لایتنینگ ۲ است. این موتور توانایی حرکت عمودی و افقی را برای هواپیما به صورت همزمان ایجاد کرده و در سه نسخه F135-PW-100، F135-PW-400 و F135-PW-600 تولید می شود.